# Szorongásos zavarok
A túlzott szorongás pszichológiai betegség, amely a félelmi rendszer maladaptív (rosszul alkalmazkodó) működéseként definiálható.

## Leírás
Időnként mindenki érez szorongást, feszültséget, nyugtalanságot, félelmet. Egy bizonyos szintig ez egészséges: fokozza a teljesítőképességet (pl. sportban, munkahelyen), és a szervezet, ha fenyegetést észlel, felkészíti a testet a menekülésre vagy éppen a szembeszállásra (fight or flight, azaz „harcolj vagy menekülj”). A szorongás tehát az élet természetes része, sok esetben szükséges és hasznos. Problémát akkor jelent, amikor az intenzitása és gyakorisága zavaróan magas, inadekvát, vagy teljes mértékben hiányzik. A szorongás teljes hiánya például a pszichopátia (antiszociális személyiségzavar, a köznyelvben: "pszichopata") egyik jellemzője.
Akkor válik problémává a nyugtalanságérzet, ha az élet minden területére átterjed, és általános érzéssé válik. Kognitív, testi, érzelmi és viselkedési komponensek együtt hozzák létre a nyugtalansággal, félelemmel, aggodalommal járó szorongást. Olyan mindennapos érzés, amely azonosítható külső ok nélkül is létrejön. Tehát nem egyenlő a félelemmel, aminek van pontos külső oka. A szorongás a tehetetlenség érzésével összekötött félelem érzete, amikor az ember úgy érzi, hogy semmiféle befolyással sincs a történésekre.
Testi tünetek kísérhetik. Ilyen lehet: szívdobogás, émelygés, mellkasi fájdalom, fejfájás, gyomorfájás, izomfeszültség a vállban és nyakban, szédülés, fáradtság.
Érzelmi komponensei: nyugtalanság, izgatottság, érzékenység, álmatlanság vagy rossz álmok sorozata.

## Kialakulásának oka
Az agy egy része, az amigdala felelős az érzelmi komponensek kialakulásáért, ezért annak hibás működése okozhatja a szorongást – különösen a bazolaterális amygdala érintett ebben, továbbá, a gamma-aminovajsav (GABA) specializált kémiai hírvivő molekuláinak alacsony szintje okozhatja ezt a betegséget.
Az alkoholizmus egy utóhatása lehet a szorongásos zavarok kialakulása. Bár a szorongás az alkoholizmus előtt is fennállhat, az alkoholfogyasztás nem csökkenti a tüneteket, hanem fenntartja és erősebbé teszi őket.

## Típusai

### Generalizált szorongásos zavar (GAD)
A generalizált szorongásos zavar egy olyan tartós és koncentrált szorongás, melyben több tünet jelenik meg egyszerre, és nem fókuszálódik egy tárgyra vagy helyzetre. A GAD-ban szenvedők szinte mindenre szorongással reagálnak. Tünetei többek közt: nyugtalanság, fáradékonyság, koncentrálási zavarok, ingerlékenység, alvászavar, izomfeszültség.
A betegek gyakran rettegnek a jövőtől, a párkapcsolatoktól, hosszabb baráti kapcsolatoktól (menekülésérzet a szociális életből). Van, hogy a teljesítménnyel vagy aktivitással kapcsolatos aggodalmak kerülnek a szorongás előterébe. Jellemzők még az egzisztenciális, magánélettel kapcsolatos félelmek, vagy a saját és családtagok egészségi állapota miatt érzett aggodalmak. Az állandósult félelem súlyos mértékben befolyásolja az egyén teljesítményét, melyet észlelve a beteg természetesen még inkább szorongani kezd – így alakul ki az ördögi kör, amelyből egyre nehezebb szabadulni. Bár a betegek többsége belátja, hogy félelmei irracionálisak, szorongásukat mégsem képesek kontrollálni, így az teljesen átveheti az uralmat életük fölött.
A GAD szerencsére az egyik legeredményesebben kezelhető pszichiátriai kórkép. Jól hat rá a kognitív és az interperszonális terápia, és nem utolsósorban a relaxációs technikák elsajátítása is sokat segíthet az elveszett kontroll visszaszerzésében. Bizonyos esetekben gyógyszeres kezelésre is szükség lehet: ilyenkor leggyakrabban szorongásoldó szerek, főképp benzodiazepin-félék használatosak, illetve a szakorvosok egyre gyakrabban írnak fel bizonyos SSRI-készítményeket, melyek sok esetben hatékonyan csökkenthetik a szorongást.

### Pánikroham
Szorongásos reakciók összetorlódása rohamszerűen. Tünetei: zavar, szédülés, nehézlégzés, émelygés, heves szívdobogás, izzadás. 10 perc alatt tetőznek a rohamok, amelyek látszólag ok nélkül jelennek meg. Gyakran kíséri agorafóbia (nagy terektől való félelem). Gyakori a megőrüléstől és az önkontroll elvesztésétől való félelem ezeknél a betegeknél. Sokszor azt hiszik, hogy a szívükkel van probléma, és hogy éppen szívrohamot kapnak egy-egy pánikroham alatt.

### Specifikus fóbiák
Egy jellemző külső tárgy vagy helyzet az irracionális félelem oka. A betegek rendszerint valami rémítő következményre számítanak, ha félelmük tárgyával találkoznak. A fóbiások nagyon jól tudják, hogy mitől félnek, ezért tudatosan kerülik azokat a helyzeteket, amelyek szorongást váltanak ki bennük. Ezeket a betegségeket viszonylag jól lehet kezelni.

### Agorafóbia
Eredeti jelentése: nagy terektől való irracionális félelem. Manapság azonban ennél tágabb értelmet kap a kifejezés. A beteg a félelmet akkor éli meg, ha a biztonságos környezetét el kell hagynia, és nincs a közelben, aki segíthet, vagy olyan helyeken jelenhet meg, ahonnan nehéz a menekülés. Gyakran társul a pánikbetegséggel.

### Kényszeres zavar (OCD)
Állandó lesújtó gondolatok vagy képek betolakodása és kényszerek létrejötte (késztetések, hogy megtegyenek bizonyos rituálékat vagy megismételjenek valamit többször). pl. Meg fog halni egy hozzátartozója, ha tízszer nem számolja meg a könyvespolcon lévő könyveket.

### Akut stressz zavar
Súlyos, rendkívüli fizikai vagy lelki sérülésre adott heves reakció. A tünetek azonnal jelentkeznek. Ha a tünetek egy hónapnál hosszabban fennállnak, akkor PTSD a diagnózis.

### Poszttraumás stressz szindróma (PTSD)
Olyan szorongásos zavar, amely egy trauma átélése után jön létre. Eredhet valamiféle küzdelemből; túszhelyzet, nemi erőszak, bántalmazás (különösen kisgyerekkori eredetű, ill. hosszú távon ható), súlyos baleset túléléséből, vagy háborús emlékek is létrehozhatják.

## Pszichoterápiás kezelés
A pszichoterápiás módszerek nagyon eredményesek, különösen a kognitív viselkedési terápia. Nagy számban használnak gyógyszeres kezeléseket. Néhány gyakran használt gyógyszer: fluoxetin, paroxetin, szertralin, eszcitalopram, diazepám, alprazolám. Néhányan úgy hiszik, hogy a gyógyszeres kezelés és a pszichoterápia együtt hozza meg a várt eredményt.
Természetesen még sokféle kezelést használhatnak a szorongásos betegeknél. Ezek kiválasztása a pszichológustól és pszichiátertől, illetve a beteg reagálásától függenek.
A szorongás-önértékelő kérdőívek segítségével saját magunk is lemérhetjük, hogy segítségre van-e szükségünk.

## Keresztény válasz a szorongásra
A keresztények szerint súlyos terhek, szenvedések összessége a szorongás, melyben a lélek a megsemmisüléshez közeli állapotot él át. Szerintük  az ima segít a híveknek a szorongás leküzdésére: „Semmiért se aggódjatok, hanem imádságban és könyörgésben mindenkor hálaadással tárjátok fel kéréseiteket Isten előtt; és Isten békessége, mely minden értelmet meghalad, meg fogja őrizni szíveteket és gondolataitokat a Krisztus Jézusban”.(Filippi 4,6-7). Jézus nem a várható nehézségek, szenvedések eltörlését, megszüntetését ígéri, hanem elviselésüket, a szenvedés enyhítését, amitől a szorongó olyan nagyon fél. Katolikusoknál különösen a rózsafüzér az odaadás jele, amely békét ad. Továbbá a hit, hogy Isten bennünk van és mindenhol körülöttünk, nagy megnyugvással szolgálhat a hívőknek, hisz sosem érzik magukat egyedül.

## Fordítás
- Ez a szócikk részben vagy egészben  az   Anxiety disorder című angol Wikipédia-szócikk fordításán alapul.  Az eredeti cikk szerkesztőit annak laptörténete sorolja fel. Ez a jelzés csupán a megfogalmazás eredetét és a szerzői jogokat jelzi, nem szolgál a cikkben szereplő információk forrásmegjelöléseként.